# Organización Internacional de Constructores de Automóviles
La Organización Internacional de Constructores de Automóviles (en francés: Organisation Internationale des Constructeurs d'Automobiles), comúnmente llamada la OICA, es una federación de fabricantes de automóviles con sede en París, Francia. Coordina la comunicación entre los fabricantes, así como un número de salones del automóvil internacionales.

## Salones del automóvil
La OICA coordina la programación para los siguientes salones del automóvil:
| Nombre del salón                       | Ciudad             | País           | Mes         |
| -------------------------------------- | ------------------ | -------------- | ----------- |
| Auto Expo                              | Nueva Delhi        | India          | Enero       |
| North American International Auto Show | Detroit            | Estados Unidos | Enero       |
| Salón del Automóvil de Bruselas        | Bruselas           | Bélgica        | Enero       |
| Salón del Automóvil de Chicago         | Chicago            | Estados Unidos | Febrero     |
| AutoRAI                                | Ámsterdam          | Países Bajos   | Febrero     |
| Salon International de l'Auto          | Ginebra            | Suiza          | Marzo       |
| Salón del Automóvil de Nueva York      | Nueva York         | Estados Unidos | Marzo/abril |
| Salón del Automóvil de Barcelona       | Barcelona          | España         | Mayo        |
| British International Motor Show       | Londres            | Reino Unido    | Julio       |
| Salón del Automóvil de Hanóver         | Hanóver            | Alemania       | Septiembre  |
| Internationale Automobil-Ausstellung   | Fráncfort del Meno | Alemania       | Septiembre  |
| Mondial de l'Automobile                | París              | Francia        | Octubre     |
| Salón del Automóvil de Tokio           | Tokio              | Japón          | Noviembre   |
| Salón del Automóvil de Los Ángeles     | Los Ángeles        | Estados Unidos | Noviembre   |
| Salón del Automóvil de Bolonia         | Bolonia            | Italia         | Diciembre   |